# Rion-des-Landes
Rion-des-Landes, gascon Arrion (đọc ariou) là một xã, thuộc tỉnh Landes trong vùng Nouvelle-Aquitaine. Xã này có diện tích 118,25 km², dân số năm 2006 là 2302 người. Xã này nằm ở khu vực có độ cao trung bình 68 mét trên mực nước biển.

## Biến động dân số
| Năm | 1962  | 1968  | 1975  | 1982  | 1990  | 1999  | 2006  |
| --- | ----- | ----- | ----- | ----- | ----- | ----- | ----- |
| Dân số | 2 446 | 2 479 | 2 635 | 2 482 | 2 329 | 2 201 | 2 302 |
| From the year 1962 on: No double counting—residents of multiple communes (e.g. students and military personnel) are counted only once. |       |       |       |       |       |       |       |